# Monospetri
Monospetri (románul: Petreu), település Romániában, a Partiumban, Bihar megyében.

## Fekvése
Margittától nyugatra, a Berettyó mellett fekvő település.

## Nevének eredete
Mostani  Monospetri nevét egykori híres malmáról kapta, melynek jelentése: Malmos-Petri. 1229-ben Villa Petri, 1270-ben Villa Petury, 1332-ben Malnospetri, 1335-ben Malnuspetri, 1438-ban Petry, 1458-ban Molnospetri, 1535-ben Molnaspetry, 1808-ban Petri (Monus-), 1913-ban Monospetri-nek írták.

## Története
A falu területén bronzkori település maradványait tárták fel. A régészeti lelőhely a romániai műemlékek jegyzékében a BH-I-s-B-00989 sorszámon szerepel.
Mónospetri, Petri Árpád-kori település. Nevét az oklevelek már 1215-ben említették egy perrel kapcsolatban, amikor a Zala vármegyei sókereskedők Petri falubeli Varou-nál lopott ökröt találtak, és a királyné vámosai magukra vállalták a kereskedők ügyét. A bíró Angelus, a szolnoki curialis comes, a poroszló Rogerus volt. Varou-t a bíró a poroszlóval Váradra küldte, de ellenfelei nem jelentek meg.
1588-ban és 1647-ben Molnos Petri I. Rákóczi György birtoka volt. A 16. században az időközben kihalt Makó családnak is volt itt birtokrésze, 1563-ban, a család kihalta után Varkocs Tamás eszközölt ki rá adománylevelet; kívülük ekkor a Guthy család volt még a település földesura. E család leszármazottjai bírták a községet férfi és női ágon a következő sorrendben: Lónyay Gábor, Lónyay József, Diószeghy Sámuel, Bogáthy Pál, Klobusiczky Ignácz, Klobusiczky Ede és végre ennek fia, Klobusiczky Béla, aki itt még a 20. század elején is birtokos volt. Az általa lakott kastélyt Bogáthy Pál építtette 1802-ben.
1851-ben Fényes Elek írta a településről: „Mónos-petri, Bihar vármegyében. Lakja 382 római katholikus, 139 görög katholikus, 255 református, 25 zsidó. A római katholikusok közül vannak német és tót eredetüek is. Református és görög katholikus anya, római katholikus leány egyház. Derék uri lakház és kert. Vizei: a Berettyó a Bisztrával egyesülve; Eger v. Posta patak; Pusztakut, Kis és Nagy Nádaskut, Farkaskut, Büdöskut, és Halastó patakjai Klobusiczky Ágoston úr udvarkertje északi keritésén kivül mind egygyé válva, ugyan azon kertet keresztül futván, átvágva a nagy országuton, a helység keleti részén a Berettyóba ömlenek. Az Eresztvény erdő völgyében fakad a Bodonos pataka bő vizével, végre a Köröskut patak. A Berettyón van egy 3 kövű nagy malom. A mónospetri határon 3 várnak nyomai látszanak: 1. az Ungoravár egy dombcsucson, most szántóföldképen használtatik; 2. Földvár közel a Berettyóhoz a felső rétben, csaknem a földdel egyenlővé porladva szemlélhető; 3. a Belsővár a reformatusok templomától nem messze a Berettyó partján, 3 nagy sánczczal maig is fennáll, különféle gyümölcsfákkal berakva. Földes urak Klobusiczky Ágoston és Eduard”
1910-ben 1071 lakosából 979 magyar, 122 román volt. Ebből 587 római katolikus, 231 görögkatolikus, 195 református volt. A trianoni békeszerződés előtt Bihar vármegye Margittai járásához tartozott.

## Nevezetesség
- A község mellett levő, kettős sánccal ellátott várhely köveit széthordták és így annak a 20. század elején már csak a földhányásai voltak láthatók. A romániai műemlékek jegyzékében a kora középkori vármaradványok a BH-I-s-B-00990 (belső vár) illetve a BH-I-s-B-20234 (külső vár) sorszámon szerepelnek.[1]
- Református temploma, mely az úgynevezett „Ungoravár” dűlőnél emelkedik, már a 16. században fennállt, és az egykorú feljegyzések szerint, akkoriban a veres barátoké volt. Itt van a Diószeghy család sírboltja is, ahol Diószeghy Sámuel sógora, Pósalaky János is nyugszik, kinek 1726-ból származó címere is látható  a templomban.

## Híres emberek
- Itt született 1925. december 15-én Kristófi János festőművész.
- Itt született  1977. október 4-én Darvay Tünde festőművész.